# Phragmipedium caricinum
Espèce
Phragmipedium caricinum est une espèce d'orchidées du genre Phragmipedium originaire d'Amérique du Sud.